# Allan Törner
Allan Helge Törner, född 14 mars 1934 i New York, död 7 april 2008 i Norrköping, var en svensk arkitekt. 
Törner, som var son till av ingenjör Helge Törner och Enid Andersson, avlade studentexamen i Norrköping 1952 och utexaminerades från Chalmers tekniska högskola 1956. Han anställdes på Rune Hellgrens arkitektkontor i Norrköping 1956 samt blev biträdande stadsplanearkitekt i Norrköpings stad 1962, stadsplanearkitekt där 1964 och i Norrköpings kommun 1971. Han var styrelseledamot och skattmästare i Svenska judoförbundet 1962–1964. Allan Törner är gravsatt i Krematorielunden i Norrköping.